# Lluís Bonifaç i Massó
Lluís Bonifaç i Massó (* 1730 in Valls; † 1786 in Valls) war ein katalanischer Bildhauer.
Er ist das bekannteste Mitglied einer Bildhauerdynastie des Barock:
- Großvater: Lluís Bonifaç, genannt „der Alte“ (Toulouse 17. Jahrhundert – Riudoms 1696)
- Vater: Lluís Bonifaç i Sastre (Barcelona 1683 – Valls 1765)
- Bruder: Francesc Bonifaç i Massó (Valls 1735 – Tarragona 1806)

## Die künstlerische Entwicklung

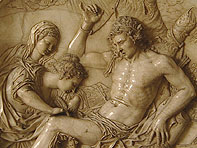
Lluís Bonifaç: Alabastermedaillon des Heiligen Sebastian

Das Werk von Lluís Bonifaç i Massó bildet den Übergang vom Barock zur Akademischen Kunst.
Mit einem kleinen Medaillon aus Alabaster gelang es Lluís Bonifaç, 1763 in die Königliche Akademie der Schönen Künste San Fernando in Madrid aufgenommen zu werden. Die Szene stellt den noch lebenden Heiligen Sebastian dar, während ihm die Römerinnen Irene und Lucila die Pfeile nach dem Martyrium entfernen. Die Komposition war bewusst sehr komplex gehalten, da Bonifaç daran gelegen war, die Juroren der Akademie zu beeindrucken. Die Aufnahme in die Akademie bedeutete nicht nur eine öffentliche Anerkennung. Sie war verbunden mit der Erhebung in den Adel und mit den damit verbundenen Privilegien.
Er war Lehrer von Ramon Amadeu.

## Das Werk
Weitere bekannte Werke von Lluís Bonifaç sind die Darstellung eines „Christus an der Säule“ in La Selva del Camp (1766) und ein Heiliger Johannes auf einem Altarretabel in Cubelles (1764). Er arbeitete gelegentlich auch in den Klöstern Poblet, Escaladei und Vallbona de las Monges. Werke von ihm findet man auch in Reus und Alcover.
Sein wichtigstes Werk wurde jedoch 1936 in den ikonoklastischen Wirren des beginnenden Spanischen Bürgerkrieges zerstört: 1774–1779 schuf er 153 Reliefs für den Unteren Chor der Kathedrale zu Lleida. Von diesen Meisterwerken sind nur noch Zeichnungen und Fotografien geblieben.